# Harald R. Fortmann
Harald R. Fortmann (* 1971 in Ratingen) ist ein deutscher Unternehmer, Autor und Herausgeber.

## Leben
Harald R. Fortmann wuchs in der Nähe von Paris und später in Deutschland auf. Seit 1996 ist er in der digitalen Wirtschaft tätig. Sein erstes Unternehmen gründete er im Alter von 23 Jahren im Bereich der mobilen Datenkommunikation und sammelte internationale Erfahrungen als Startup-Gründer. Als Geschäftsführer arbeitete er für einige internationale Unternehmen der Digitalbranche wie AOL und Pixelpark.
Seit 2013 liegt sein Schwerpunkt in der Personalberatung, er berät als BDU/CERC zertifizierter Personalberater insbesondere für Konzerne und marktführende mittelständische Unternehmen bei der Neubesetzung von Führungspositionen und begleitet diese bei der strategischen Planung und Umsetzung ihrer digitalen Transformation.
Über sechzehn Jahre engagierte er sich für die Branche im Bundesverband Digitale Wirtschaft und gehörte zehn Jahre dem Präsidium an. Er gründete u. a. das Ressort „Arbeitswelt der Zukunft“, führte dieses bis Ende 2019 als „Botschafter Arbeitswelt der Zukunft“ und setzte sich in Politik, Wirtschaft und Lehre für die Belange der digitalen Branche und die Etablierung von New Work-Prinzipien ein.
Seit Januar 2020 engagiert er sich im Bundesverband Deutscher Unternehmensberatungen (BDU e.V.). Von 2020 bis 2024 war er als Vorstand im Fachverband Personalberatungen tätig, der die "Grundsätze ordnungsgemäßer und qualifizierter Personalberatung" (GOPB) herausgebracht hat. Seit Januar 2025 sitzt er im Präsidium des Gesamtverbandes des BDU. 
Fortmann setzte sich darüber hinaus bei zahlreichen Bildungsinstitutionen für die Einrichtung von digitalen Aus- und Weiterbildungsangeboten ein und entwickelte vielfache Curriculares. Außerdem ist er als Lehrbeauftragter für Online Marketing und Digital Change unter anderem an der Fresenius Hochschule (Köln und Hamburg), der Hamburg Media School und der Deutschen Dialogmarketing Akademie (DDA) tätig, hält Vorträge und ist Gast bei Diskussionsrunden. Er wurde mehrfach ausgezeichnet, unter anderem von der DDA als „Dozent des Jahrzehnts“.
Weiterhin betätigt er sich als Autor und hat bereits vier Bücher herausgegeben- eines davon auch selbst verlegt - und ist Host des Podcasts "Suits & Sneakers", einem Podcast für Entscheider.
Des Weiteren ist Fortmann im Beirat verschiedener Unternehmen tätig sowie als Handelsrichter am Landgericht Hamburg.

## Veröffentlichungen (Auswahl)

### Als Autor
- Digitalisierung im Mittelstand - Trends, Impulse und Herausforderungen der digitalen Transformation, Springer Gabler, Wiesbaden 2020, ISBN 978-3-658-29290-4
- Die Zukunft der Arbeit im Gesundheitswesen, MWV Medizinisch Wissenschaftliche Verlagsgesellschaft, Berlin 2020, ISBN 978-3-95466-507-5

### Als Herausgeber
- mit Barbara Kolocek: Arbeitswelt der Zukunft. Springer Gabler, Wiesbaden 2018, ISBN 978-3-658-20968-1[12][13]
- #FemaleLeadershipPictured - Diversity als Chance und Herausforderung für Führungskräfte in der digitalen Wirtschaft - Interviews und Expertenbeiträge, HRF Marketing Kommunikation. Hamburg 2019, ISBN 978-3000632624[14][15]
- mit Daniela Conrad: The Unknown Is the New Normal - Was wir aus der Corona-Herausforderung für die digitale Transformation lernen, Frankfurter Allgemeine Buch, Frankfurt 2020, ISBN 978-3-96251-093-0